# Collegio di Midlothian
Midlothian è un collegio elettorale scozzese della Camera dei comuni del Parlamento del Regno Unito. Elegge un membro del Parlamento con il sistema maggioritario a turno unico; rappresentante del collegio, dal 2024, è la laburista Kirsty McNeill.

## Estensione
Il collegio copre l'area del Midlothian; fino a pochi anni fa, si estendeva su un'area di poco inferiore, ma nel 2005 Penicuik fu spostata nel collegio rimuovendola da Tweeddale, Ettrick and Lauderdale.
Nel passato, copriva un'area molto maggiore, e si estendeva per tutta la contea tradizionale del Midlothian, ad eccezione di Edimburgo.

## Membri del Parlamento
| Elezione | Elezione    | Deputato              | Partito   |
| -------- | ----------- | --------------------- | --------- |
|          | 1955        | David Johnstone Pryde | Laburista |
| 1959     | James Hill  |                       | Laburista |
| 1966     | Alex Eadie  |                       | Laburista |
| 1992     | Eric Clarke |                       | Laburista |
|          | 2015        | Owen Thompson         | SNP       |
|          | 2017        | Danielle Rowley       | Laburista |
|          | 2019        | Owen Thompson         | SNP       |
|          | 2024        | Kirsty McNeill        | Laburista |

## Risultati elettorali

### Elezioni negli anni 2020
| Partito                    | Partito                                  | Candidato                  | Risultati 4 luglio 2024 | Risultati 4 luglio 2024 |
| Partito                    | Partito                                  | Candidato                  | Voti                    | %                       |
| -------------------------- | ---------------------------------------- | -------------------------- | ----------------------- | ----------------------- |
|                            | Laburista                                | Kirsty McNeill             | 21 480                  | 48,64                   |
|                            | SNP                                      | Owen Thompson              | 13 313                  | 30,14                   |
|                            | Reform UK                                | Stefan Garbowski           | 3 276                   | 7,42                    |
|                            | Conservatore                             | Keith Cockburn             | 3 248                   | 7,35                    |
|                            | Lib Dem                                  | Ross Laird                 | 2 589                   | 5,86                    |
|                            | Libertario                               | Daniel Fraser              | 259                     | 0,59                    |
|                            |                                          |                            |                         |                         |
| Iscritti                   | Iscritti                                 | Iscritti                   | 73 916                  | 100,00                  |
| ↳ Votanti (% su iscritti)  | ↳ Votanti (% su iscritti)                | ↳ Votanti (% su iscritti)  | 44 165                  | 59,75                   |
| ↳ Astenuti (% su iscritti) | ↳ Astenuti (% su iscritti)               | ↳ Astenuti (% su iscritti) | 29 751                  | 40,25                   |
|                            |                                          |                            |                         |                         |
|                            | Esito: collegio passa da SNP a Laburista |                            |                         |                         |

### Elezioni negli anni 2010
| Partito                    | Partito                                  | Candidato                  | Risultati 12 dicembre 2019 | Risultati 12 dicembre 2019 |
| Partito                    | Partito                                  | Candidato                  | Voti                       | %                          |
| -------------------------- | ---------------------------------------- | -------------------------- | -------------------------- | -------------------------- |
|                            | SNP                                      | Owen Thompson              | 20 033                     | 41,54                      |
|                            | Laburista                                | Danielle Rowley            | 14 328                     | 29,71                      |
|                            | Conservatore                             | Rebecca Fraser             | 10 467                     | 21,71                      |
|                            | Lib Dem                                  | Steve Arrundale            | 3 393                      | 7,04                       |
|                            |                                          |                            |                            |                            |
| Iscritti                   | Iscritti                                 | Iscritti                   | 70 544                     | 100,00                     |
| ↳ Votanti (% su iscritti)  | ↳ Votanti (% su iscritti)                | ↳ Votanti (% su iscritti)  | 48 221                     | 68,36                      |
| ↳ Astenuti (% su iscritti) | ↳ Astenuti (% su iscritti)               | ↳ Astenuti (% su iscritti) | 22 323                     | 31,64                      |
|                            |                                          |                            |                            |                            |
|                            | Esito: collegio passa da Laburista a SNP |                            |                            |                            |

| Partito                    | Partito                                  | Candidato                  | Risultati 8 giugno 2017 | Risultati 8 giugno 2017 |
| Partito                    | Partito                                  | Candidato                  | Voti                    | %                       |
| -------------------------- | ---------------------------------------- | -------------------------- | ----------------------- | ----------------------- |
|                            | Laburista                                | Danielle Rowley            | 16 458                  | 36,35                   |
|                            | SNP                                      | Owen Thompson              | 15 573                  | 34,40                   |
|                            | Conservatore                             | Chris Donnelly             | 11 521                  | 25,45                   |
|                            | Lib Dem                                  | Ross Laird                 | 1 721                   | 3,80                    |
|                            |                                          |                            |                         |                         |
| Iscritti                   | Iscritti                                 | Iscritti                   | 68 285                  | 100,00                  |
| ↳ Votanti (% su iscritti)  | ↳ Votanti (% su iscritti)                | ↳ Votanti (% su iscritti)  | 45 273                  | 66,30                   |
| ↳ Astenuti (% su iscritti) | ↳ Astenuti (% su iscritti)               | ↳ Astenuti (% su iscritti) | 23 012                  | 33,70                   |
|                            |                                          |                            |                         |                         |
|                            | Esito: collegio passa da SNP a Laburista |                            |                         |                         |

| Partito                    | Partito                                  | Candidato                  | Risultati 7 maggio 2015 | Risultati 7 maggio 2015 |
| Partito                    | Partito                                  | Candidato                  | Voti                    | %                       |
| -------------------------- | ---------------------------------------- | -------------------------- | ----------------------- | ----------------------- |
|                            | SNP                                      | Owen Thompson              | 24 453                  | 50,59                   |
|                            | Laburista                                | Kenny Young                | 14 594                  | 30,20                   |
|                            | Conservatore                             | Michelle Ballantyne        | 5 760                   | 11,92                   |
|                            | Verdi                                    | Ian Baxter                 | 1 219                   | 2,52                    |
|                            | UKIP                                     | Gordon Norrie              | 1 173                   | 2,43                    |
|                            | Lib Dem                                  | Aisha Mir                  | 1 132                   | 2,34                    |
|                            |                                          |                            |                         |                         |
| Iscritti                   | Iscritti                                 | Iscritti                   | 67 880                  | 100,00                  |
| ↳ Votanti (% su iscritti)  | ↳ Votanti (% su iscritti)                | ↳ Votanti (% su iscritti)  | 48 331                  | 71,20                   |
| ↳ Astenuti (% su iscritti) | ↳ Astenuti (% su iscritti)               | ↳ Astenuti (% su iscritti) | 19 549                  | 28,80                   |
|                            |                                          |                            |                         |                         |
|                            | Esito: collegio passa da Laburista a SNP |                            |                         |                         |

| Partito                    | Partito                                | Candidato                  | Risultati 6 maggio 2010 | Risultati 6 maggio 2010 |
| Partito                    | Partito                                | Candidato                  | Voti                    | %                       |
| -------------------------- | -------------------------------------- | -------------------------- | ----------------------- | ----------------------- |
|                            | Laburista                              | David Hamilton             | 18 449                  | 47,01                   |
|                            | SNP                                    | Colin Beattie              | 8 100                   | 20,64                   |
|                            | Lib Dem                                | Ross Laird                 | 6 711                   | 17,10                   |
|                            | Conservatore                           | James E. Callander         | 4 661                   | 11,88                   |
|                            | Verdi                                  | Ian G. Baxter              | 595                     | 1,52                    |
|                            | UKIP                                   | Gordon Norrie              | 364                     | 0,93                    |
|                            | Indipendente                           | George McCleery            | 196                     | 0,50                    |
|                            | TUSC                                   | Willie C. Duncan           | 166                     | 0,42                    |
|                            |                                        |                            |                         |                         |
| Iscritti                   | Iscritti                               | Iscritti                   | 61 411                  | 100,00                  |
| ↳ Votanti (% su iscritti)  | ↳ Votanti (% su iscritti)              | ↳ Votanti (% su iscritti)  | 39 242                  | 63,90                   |
| ↳ Astenuti (% su iscritti) | ↳ Astenuti (% su iscritti)             | ↳ Astenuti (% su iscritti) | 22 169                  | 36,10                   |
|                            |                                        |                            |                         |                         |
|                            | Esito: collegio confermato a Laburista |                            |                         |                         |

### Elezioni negli anni 2000
| Partito                    | Partito                                | Candidato                  | Risultati 5 maggio 2005 | Risultati 5 maggio 2005 |
| Partito                    | Partito                                | Candidato                  | Voti                    | %                       |
| -------------------------- | -------------------------------------- | -------------------------- | ----------------------- | ----------------------- |
|                            | Laburista                              | David Hamilton             | 17 153                  | 45,49                   |
|                            | Lib Dem                                | Fred Mackintosh            | 9 888                   | 26,23                   |
|                            | SNP                                    | Colin Beattie              | 6 400                   | 16,97                   |
|                            | Conservatore                           | Iain McGill                | 3 537                   | 9,38                    |
|                            | Socialista                             | Norman V. Gilfillan        | 726                     | 1,93                    |
|                            |                                        |                            |                         |                         |
| Iscritti                   | Iscritti                               | Iscritti                   | 60 617                  | 100,00                  |
| ↳ Votanti (% su iscritti)  | ↳ Votanti (% su iscritti)              | ↳ Votanti (% su iscritti)  | 37 704                  | 62,20                   |
| ↳ Astenuti (% su iscritti) | ↳ Astenuti (% su iscritti)             | ↳ Astenuti (% su iscritti) | 22 913                  | 37,80                   |
|                            |                                        |                            |                         |                         |
|                            | Esito: collegio confermato a Laburista |                            |                         |                         |

| Partito                    | Partito                                | Candidato                  | Risultati 7 giugno 2001 | Risultati 7 giugno 2001 |
| Partito                    | Partito                                | Candidato                  | Voti                    | %                       |
| -------------------------- | -------------------------------------- | -------------------------- | ----------------------- | ----------------------- |
|                            | Laburista                              | David Hamilton             | 15 145                  | 52,73                   |
|                            | SNP                                    | Ian Goldie                 | 6 131                   | 21,34                   |
|                            | Lib Dem                                | Jacqueline Bell            | 3 686                   | 12,83                   |
|                            | Conservatore                           | Robin Traquair             | 2 748                   | 9,57                    |
|                            | Socialista                             | Robert Goupillot           | 837                     | 2,91                    |
|                            | ProLife Alliance                       | Terence Holden             | 177                     | 0,62                    |
|                            |                                        |                            |                         |                         |
| Iscritti                   | Iscritti                               | Iscritti                   | 48 602                  | 100,00                  |
| ↳ Votanti (% su iscritti)  | ↳ Votanti (% su iscritti)              | ↳ Votanti (% su iscritti)  | 28 724                  | 59,10                   |
| ↳ Astenuti (% su iscritti) | ↳ Astenuti (% su iscritti)             | ↳ Astenuti (% su iscritti) | 19 878                  | 40,90                   |
|                            |                                        |                            |                         |                         |
|                            | Esito: collegio confermato a Laburista |                            |                         |                         |

## Risultati dei referendum

### Referendum sulla permanenza del Regno Unito nell'Unione europea del 2016
|        | Collegio    | Lasciare UE % | Rimanere in UE % |
| ------ | ----------- | ------------- | ---------------- |
|        | Midlothian  | 37,9%         | 62,1%            |
| Scozia | 38,0%       | 62,0%         |                  |
|        | Regno Unito | 51,9%         | 48,1%            |

### Referendum sull'indipendenza della Scozia del 2014
|        | Collegio   | Voti NO | % No      | Voti SI | % Sì  |
| ------ | ---------- | ------- | --------- | ------- | ----- |
|        | Midlothian | 33 972  | 56,3%     | 26 370  | 43,7% |
| Scozia | 2 001 926  | 55,3%   | 1 617 989 | 44,7%   |       |